# غريتشين أوسغود وارن
غريتشين أوسغود وارن (بالإنجليزية: Gretchen Osgood Warren)‏ (19 مارس 1868 - 1961)؛ كاتِبة، ممثلة وشاعرة أمريكية.